# طراح (مجموعه‌فیلم)
«طراح» (فرانسوی: Dessinateur‎) یک فیلم چهارگانه فرانسوی به کارگردانی ژرژ ملی‌یس است که در سال ۱۸۹۶ منتشر شد. در هر بخش از فیلم یک هنرمند باید کاریکاتور یک سیاستمدار معروف را در کمتر از یک دقیقه طراحی کند.
از هیچ‌کدام از این چهار فیلم نسخه‌ای موجود نیست و این مجموعه‌فیلم، گمشده است.